# 境野米子
境野 米子（さかいの こめこ、1948年 - ）は生活評論家・薬剤師。群馬県前橋市出身。

## 経歴・人物
1970年、千葉大学薬学部卒業。
東京都立衛生研究所にて、食品添加物や残留農薬などについて研究したのち、1977年、福島県に移住。有機農業運動に携わる。

## 主な著書
- 『米子の畑を食べる』（1992年　七つ森書館）
- 『米子の土を食べる』（1994年　七つ森書館）
- 『さくら　あじさい　まんじゅしゃげ』（1996年　七つ森書館）
- 『化粧品の正しい選び方』（1998年　コモンズ）
- 『気楽に自然食レシピ』（1998年　創森社）
- 『よく効く野草茶・ハーブ茶』（1999年　創森社）
- 『おかゆ一杯の底力』（2000年　創森社）
- 『買ってもよい化粧品、買ってはいけない化粧品』（2000年　コモンズ）
- 『一汁二菜』（2001年　創森社）
- 『卵・牛乳・油ゼロ　アトピーっ子も安心のお菓子』（2002年　家の光協会）
- 『病いと闘う食事』（2002年　創森社）
- 『安心できる化粧品選び』（2003年　岩波書店）
- 『玄米食完全マニュアル』（2003年　創森社)
- 『アトピーっ子の満足レシピ』（2003年10月　家の光協会）
- 『肌がキレイになる化粧品選び』（2003年10月　コモンズ）
- 『化学物質に頼らない　自然暮らしの知恵袋』（2004年2月　家の光協会）
- 『素肌にやさしい 手づくり化粧品』（2005年8月　創森社）
- 『新・買ってはいけない 2006』（2005年12月　週刊金曜日）
- 『自然暮らしのレシピ』　(2006年4月　家の光協会)
- 『こどもに食べさせたい　ごはんと野菜』（2006年10月　学陽書房）
- 『新・買ってはいけない4』（2007年　週刊金曜日）